# Oberto conte di San Bonifacio
Oberto conte di San Bonifacio (deutscher Titel: Oberto, Graf von San Bonifacio) ist eine Oper in zwei Akten von Giuseppe Verdi nach einem Libretto von Antonio Piazza und Temistocle Solera. Die Uraufführung fand am 17. November 1839 an der Mailänder Scala statt. Oberto ist Verdis erste aufgeführte Oper.

## Entstehung
Als junger Komponist musste sich Verdi noch an die Gepflogenheiten des damaligen italienischen Opernbetriebes halten. Zunächst entschied ein Impresario, welche Opern in der kommenden Saison zur Uraufführung kommen sollten. Anschließend wurde die Besetzung festgelegt. Erst danach beauftragte man einen Librettisten, der in groben Zügen die Handlung skizzierte. Falls die Zensurbehörde das geplante Stück akzeptierte, wurde das endgültige Libretto ausgearbeitet. Der Komponist war nur zweitrangig und musste zumindest ein Bravourstück für die Primadonna schreiben. Falls es der Primadonna missfiel, wählte sie eine Arie aus ihrem Repertoire, die durchaus auch von einem anderen Komponisten stammen konnte. Selbst wenn eine Oper von anderen Bühnen nachgespielt wurde, gab es „Anpassungen“ an die vorhandenen Sänger. Erst nach Verdis durchschlagendem Erfolg mit seiner dritten Oper Nabucco hatte er die Möglichkeit, Einfluss auf die Wahl des Stückes und das Libretto zu nehmen.
Über die Entstehung der Oper gibt es widersprüchliche Angaben. Verdi selbst schrieb 1879 in seinen autobiographischen Angaben für seinen Verleger Giulio Ricordi, dass ihm Pietro Massini, der das Teatro Filodrammatici in Mailand leitete, ein Libretto übergeben hatte, das später von Temistocle Solera überarbeitet wurde. Schon 1871 behauptete Verdi, dass der ursprüngliche Text von Antonio Piazza stammte und den Titel Lord Hamilton trug. Nach einem Brief Verdis aus dem Jahr 1834 ist nur sicher, dass er auf ein versprochenes Libretto wartete. Im Jahre 1836 scheint Verdi dann ein Libretto erhalten zu haben, fand aber zunächst nicht die Zeit zur Komposition, da er als Leiter der Musikschule in Busseto voll ausgelastet war.
Die Verdi-Forschung tut sich mit der Einordnung von Lord Hamilton schwer. So ist ein Brief Verdis an Massini vom 21. September 1837 erhalten, in dem er von einem Libretto Antonio Piazzas mit dem Titel Rocester schrieb und darum bat, dass Piazza „il duetto delle due donne“ (das Duett der beiden Frauen) erweitern sollte. Allerdings enthalten weder das Uraufführungslibretto noch der Klavierauszug des Oberto ein solches Duett. Aus diesem Grund kam der Verdi-Forscher Frank Walker zu dem Schluss, dass Rocester die verschollene erste Oper Verdis sei. Zu einem völlig anderen Ergebnis kam David Kimbell. Dieser wies darauf hin, dass das Quartett im zweiten Akt des Oberto in Verdis Handschrift „ursprünglich die Vokalstimmen als Eleonora, Cuniza, Rocester (!) und Oberto bezeichnete“. Verdi strich den Namen Rocester durch und ersetzte ihn durch Riccardo. Da auch weitere Nummern des Oberto, die später gestrichen oder neu aufgenommen wurden, erhalten geblieben sind, ist es ebenso wahrscheinlich, dass der Oberto zunächst als Rocester konzipiert war und erst nach der Umarbeitung durch Solera den Titel Oberto erhielt.
Eine direkte literarische Vorlage für den Oberto ist nicht nachweisbar, obwohl das Ezzelino-Thema in den 1830er Jahren mehrfach behandelt wurde. Möglicherweise war Giambattista Vercis 20-bändige Storia della Marca Trevigiani e Veronese, Venedig 1786, eine der Quellen der Librettisten.

## Überarbeitungen Verdis
Nach den Gegebenheiten des damaligen italienischen Opernbetriebes waren die Gesangspartien auf die vorhandenen Sänger zugeschnitten. Zunächst war geplant, die Oper in Parma aufzuführen. Nachdem sich dieser Plan zerschlagen hatte, sollte das Werk in der kommenden Saison im Frühjahr 1839 an der Mailänder Scala unter dem Impresario Bartolomeo Merelli herausgebracht werden. Wegen der Erkrankung einiger Sänger verzögerte sich die Uraufführung bis zum Herbst. Da einige der geplanten Sänger, darunter auch Verdis spätere Lebensgefährtin Giuseppina Strepponi, nicht mehr für die Uraufführung zur Verfügung standen, arbeitete Verdi schon bei den Proben vor der Premiere einige Gesangsstücke um.
Als die Oper während der Karnevalssaison 1840 in Turin nachgespielt werden sollte, stand Mary Shaw, die Sängerin der Cuniza in der Uraufführung, nicht zur Verfügung. Luigia Abbadia, die stattdessen die Partie sang, war mit ihrer Rolle unzufrieden und fügte im 1. Akt eine Arie aus Saverio Mercadantes 1839 uraufgeführter Oper Elena da Feltre ein. Bei der Wiederaufnahme des Oberto im Oktober 1840 sang Luigia Abbadia an der Scala, und Verdi schrieb für sie zwei neue Stücke, eine Kavatine im 1. Akt und ein Duett Cuniza/Riccardo, das das vorhandene Duett ersetzte. Dieses Duett wurde auch 1841 bei der Aufführung der Oper in Genua gebracht.
Obwohl die Musik der Oper noch „unausgewogen“ ist und dem Diktat des damaligen Opernbetriebes unterworfen war, zeigt sie nach Meinung von Jürgen Selk schon viele Charakteristika des späteren Verdi, insbesondere in den Ensembleszenen.
Nach der musikalischen Form ist Oberto eine Nummernoper mit einer fünfeinhalbminütigen Ouvertüre (Sinfonia) und auskomponierten Szenen.

## Handlung

### Historischer Kontext und Vorgeschichte
Ezzelino III. da Romano (1194–1259) war einer der Anführer der kaisertreuen Ghibellinen in Italien, die den staufischen Kaiser Friedrich II. bei seinem Konflikt mit dem Papst unterstützten. Ezzelino hatte ererbte Besitztümer in Treviso, eroberte aber bald weite Teile Venetiens dazu. Im Jahr 1228 hatte Ezzelino auch ein Schloss bei Bassano, in dem die Handlung der Oper spielt.
Aus Rückblenden in der Oper geht folgende Vorgeschichte hervor: Ezzelino hatte mithilfe der Veroneser Familie Salinguerra den Grafen von San Bonifacio, namens Oberto, besiegt. Dieser wurde verbannt und floh nach Mantua, ließ aber seine Tochter Leonora bei seiner Schwester in Verona zurück. Anschließend hatte sich Riccardo Salinguerra unter falschem Namen Leonora genähert und sie verführt, verließ sie aber, weil er sich in Cuniza, die Schwester Ezzelinos, verliebt hatte. Ezzelino war mit einer Heirat seines Parteigängers Riccardo und seiner Schwester einverstanden. Leonora, die von der bevorstehenden Hochzeit gehört hatte, reiste zu Ezzelinos Schloss, um Riccardo zur Rede zu stellen und seinen Treuebruch zu enthüllen. Die Oper spielt am Tag der geplanten Hochzeit von Riccardo und Cuniza.

### Erster Akt
Erstes Bild: Eine liebliche Landschaft bei Bassano
Nach der Ouvertüre (Sinfonia) begrüßt ein Chor der Hofdamen, Ritter und Vasallen den Bräutigam, der zur Hochzeit angereist ist. Bei seinem Dank enthüllt Riccardo, dass er sich von der Hochzeit einen Machtzuwachs verspricht. Nachdem Riccardo mit dem Chor in Richtung Schloss abgetreten ist, betritt Leonora die Bühne. In einer Szene und Kavatine beklagt sie ihr Schicksal und will Rache. Auch Oberto ist trotz seiner Verbannung angereist, um seine Tochter zu suchen und ihre verlorene Ehre zu rächen. Beide treffen unvermutet aufeinander. Oberto gibt seinen Schmerz über Leonoras Fehltritt zu erkennen, versöhnt sich aber mit ihr. Beide eilen dem Schloss entgegen, um Rache zu nehmen.
Zweites Bild: Prächtiger Saal in Ezzelinos Palast
Ein Chor besingt die glückliche Braut. Cuniza dankt ihnen. Als sie mit Riccardo allein ist, wird sie von Vorahnungen geplagt. Riccardo versucht, ihre Sorgen zu zerstreuen. Nachdem beide abgetreten sind, trifft Leonora ein, die Imelda um ein Gespräch mit Cuniza bittet. In der anschließenden Szene enthüllt Leonora, dass sie die Tochter Obertos ist. Cuniza ist noch unschlüssig, bis auch Oberto hinzukommt. Nachdem Cuniza von Riccardos Treulosigkeit erfahren hat, ruft sie im Finale den gesamten Hof zusammen, um Riccardo mit Leonora zu konfrontieren. Riccardo versucht zunächst Leonora zu beschuldigen, aber Cuniza ist endgültig von seiner Niedertracht überzeugt. Oberto fordert Riccardo zum Zweikampf mit dem Schwert.

### Zweiter Akt
Erstes Bild: Gemach der Fürstin
Im Beisein Imeldas versucht Cuniza, sich noch einmal an die glücklichen Stunden mit Riccardo zu erinnern, aber sie kann nicht länger Liebe zu ihm empfinden. Ihr Entschluss ist gefasst. Riccardo soll zu Leonora zurückkehren.
Zweites Bild: Einsamer Ort in der Nähe der Schlossgärten
Oberto erfährt vom Chor der Ritter von Cunizas Entschluss, aber er will trotzdem Rache und einen Zweikampf auf Leben oder Tod. Riccardo verweigert zunächst den Zweikampf, worauf Oberto ihn als Feigling bezeichnet. Auch Cuniza und Leonora kommen hinzu. Cuniza erklärt ihren Verzicht und entscheidet, dass Riccardo zu Leonora zurückkehren soll. Oberto zischelt Riccardo zu, dass dieser zum Schein darauf eingehen soll, aber wenn er kein Feigling sei, soll er sich zum Zweikampf stellen. Beim Zweikampf hinter der Bühne ersticht Riccardo den alten Oberto. In einem Verzweiflungsanfall erkennt Riccardo seine Schuld, bereut und betet. Er hat seinen Entschluss gefasst und flieht. Cuniza erfährt vom Tod des alten Grafen und dass Leonora ohnmächtig neben der Leiche ihres Vaters niedersank. Leonora, die inzwischen aus der Ohnmacht erwacht ist, wird zu Cuniza geführt, wo sie sich selbst die Schuld am Tod ihres Vaters gibt. In diesem Moment erscheint ein Bote mit einem Brief Riccardos an Cuniza, den sie vorliest. Riccardo will aus Italien fliehen, bittet Leonora um Verzeihung und überträgt ihr seine Güter. Leonora beschließt in ihrer Verzweiflung, ins Kloster zu gehen.

## Instrumentation
Die Orchesterbesetzung der Oper enthält die folgenden Instrumente:
- Holzbläser: zwei Flöten, zwei Oboen, zwei Klarinetten, zwei Fagotte
- Blechbläser: vier Hörner, zwei Trompeten, drei Posaunen, Tuba
- Pauken, Schlagzeug: Große Trommel, Kleine Trommel, Triangel
- Harfe
- Streicher

## Rezeption
Verdis Oberto war bei der Uraufführung ein Erfolg und wurde in den Folgejahren von mehreren italienischen Opernhäusern nachgespielt. Trotzdem konnte sich die Oper nie im Repertoire durchsetzen.
Im Jahre 1889, anlässlich eines Festivals zu Ehren von Verdis 50-jährigem Opernjubiläum, distanzierte sich Verdi von seinem Erstlingswerk. In einem Brief an Arrigo Boito, den Librettisten des Otello und des Falstaff, schrieb er: „Versuche dir vorzustellen, ob unser Publikum, mit Vorlieben, die so anders sind als vor fünfzig Jahren, die Geduld haben würde, sich die zwei langen Akte von ‚Oberto‘ anzuhören.“ Weiter meinte er, dass sich das Publikum langweilen oder seinen Unmut zum Ausdruck bringen würde.

## Diskographie (Auswahl)
- Gesamtaufnahme mit Rolando Panerai (Oberto), Ghena Dimitrova (Leonora), Ruza Baldani (Cuniza), Carlo Bergonzi (Riccardo), Chor und Orchester des Bayerischen Rundfunks unter Lamberto Gardelli, Orfeo 1983.
- Gesamtaufnahme mit Samuel Ramey (Oberto), Maria Guleghina (Leonora), Violeta Urmana (Cuniza), Stuart Neill (Riccardo), Sara Fulgoni (Imelda), Academy of St. Martin in the Fields unter Neville Marriner, Philips 1997.
- Gesamtaufnahme mit Woong-Jo Choi (Oberto), Anna Princeva (Leonora), Katerina Hebelkova (Cuniza), Adrian Dumitru (Riccardo), Daniela Baňasová (Imelda), Czech Philharmonic Choir Brno, Cappella Aquileia unter Marcus Bosch, Coviello Classics 2017.